# (51261) Holuša
(51261) Holuša, désignation internationale (51261) Holusa, est un astéroïde de la ceinture principale.

## Description
(51261) Holusa est un astéroïde de la ceinture principale. Il fut découvert le 13 mai 2000 à l'Observatoire d'Ondřejov par Lenka Šarounová. Il présente une orbite caractérisée par un demi-grand axe de 2,67 UA, une excentricité de 0,13 et une inclinaison de 2,0° par rapport à l'écliptique.

## Compléments